# 시루 고메스

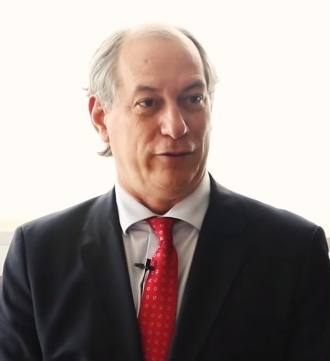

시루 페헤이라 고메스(브라질 포르투갈어: Ciro Ferreira Gomes, 1957년 11월 6일 ~ )는 흔히 시루(브라질 포르투갈어: Ciro)로 알려진 브라질의 법조인, 학자, 정치인으로 당적은 민주노동당이다. 그는 1998년, 2002년, 2018년 대선에 세 차례나 출마했지만 모두 낙선했다.
그는 세아라주 의원, 포르탈레자 시장, 세아라 주지사 등 각종 직책을 맡은 바 있으며, 이타마르 프랑쿠 대통령 밑에서 재무장관을 지냈다. 이 시기 브라질은 소위 "헤알 플랜"으로 경제 안정화와 초인플레이션의 종식을 이룩했다. 루이스 이나시우 룰라 다 시우바 대통령 시절에는 국민통합부 장관을 지냈으며, 가장 최근에 맡은 직책은 세아라주 의원으로 2007년부터 2011년까지 지냈다. 대체적으로 중도좌파 성향의 정치인으로 분류된다.
생애 대부분을 세아라주에서 지냈으며, 세아라 연방대학교에서 법학을 전공했다. 세법 및 헌법 교수였던 그는 정치경제학 관련 서적 3권 - "No País dos Conflitos", "O Próximo Passo – Uma Alternativa Prática ao Neoliberalismo", "Um Desafio Chamado Brasil" - 을 집필했다. 하버드 법학대학원 객원연구원이기도 한 그는 트란스노르데스티나 S/A의 사장, 국립철강기업 이사 등 민간 분야에서도 활동한 바 있다. 4명의 형제 중 다른 2명(시드 고메스, 이부 고메스)과 부친, 삼촌 모두 정치인이다.

## 역대 선거 결과
| 선거명      | 직책명          | 대수 | 정당              | 득표율 | 득표수       | 결과 | 당락               |
| ----------- | --------------- | ---- | ----------------- | ------ | ------------ | ---- | ------------------ |
| 1990년 선거 | 세아라 주지사   | 52대 | 브라질 사회민주당 | 54.32% | 1,279,492표  | 1위  | 세아라 주지사 당선 |
| 1998년 선거 | 브라질의 대통령 | 34대 | 사회민중당        | 10.97% | 7,426,232표  | 3위  | 낙선               |
| 1998년 선거 | 브라질의 대통령 | 34대 | 사회민중당        | 11.97% | 10,167,650표 | 4위  | 낙선               |
| 2018년 선거 | 브라질의 대통령 | 38대 | 민주노동당        | 12.47% | 13,344,371표 | 3위  | 낙선               |
| 2022년 선거 | 브라질의 대통령 | 39대 | 민주노동당        | 3.04%  | 3,599,285표  | 4위  | 낙선               |